# گوفردو دآندرئا
گوفردو دآندرئا (ایتالیایی: Goffredo D'Andrea؛ زادهٔ) بازیگر، کارگردان و نویسنده اهل ایتالیا بود.
از فیلم‌هایی که وی در آن‌ها نقش داشته است، می‌توان به ستارهٔ دریا اشاره نمود.